# Hugo Swartling
Hugo Erik Swartling, född 4 december 1855 i Norrköping, död 15 april 1933 i Alingsås, var en svensk väg- och vattenbyggnadsingenjör. Han var far till Arvid Swartling.

## Biografi
Swartling avlade mogenhetsexamen 1874, examen från Kungliga Tekniska högskolan 1879 och examen för inträde i Väg- och vattenbyggnadskåren 1886. Han var ingenjör vid Hjälmarsänkningen 1879–1880, anställd vid franska statens järnvägsundersökningar i södra Frankrike 1881–1882, undersökningsförrättare för järnvägar 1882–1883, stationsingenjör vid Stockholm–Rimbo Järnväg 1883–1886, blev löjtnant i Väg- och vattenbyggnadskåren 1886, var byråingenjör vid Göteborg–Hallands järnvägsbyggnad 1887–1888, ingenjör vid Göteborgs gasverk 1888–1891, överingenjör vid Härnösand–Sollefteå järnvägsbyggnad 1891–1893, blev kapten 1894, trafikchef vid Härnösand–Sollefteå Järnväg samma år samt vid Lidköping–Skara–Stenstorps och Lidköping–Håkantorps Järnvägar 1895–1896, var trafikdirektör vid Stockholm–Västerås–Bergslagens Järnvägar från 1897 och blev major 1910. Swartling är gravsatt i Gustav Vasa kyrkas kolumbarium i Stockholm.